# Ophiorrhiza australiana
Ophiorrhiza australiana är en måreväxtart som beskrevs av George Bentham. Ophiorrhiza australiana ingår i släktet Ophiorrhiza och familjen måreväxter.

## Underarter
Arten delas in i följande underarter:
- O. a. australiana
- O. a. heterostyla